# Pedicularis altifrontalis
Pedicularis altifrontalis är en snyltrotsväxtart som beskrevs av Tsoong. Pedicularis altifrontalis ingår i släktet spiror, och familjen snyltrotsväxter. Inga underarter finns listade i Catalogue of Life.